# Da Vinci's Demons
Da Vinci's Demons è una serie televisiva britannico-statunitense di genere storico-fantastico ideata da David S. Goyer e trasmessa sul canale via cavo Starz dal 12 aprile 2013 al 26 dicembre 2015 per un totale di tre stagioni.
La serie ha per protagonista Leonardo da Vinci, interpretato dall'attore Tom Riley, e segue alcune vicende immaginarie della vita del giovane genio che sarebbero rimaste ignote fino ai giorni nostri.

## Trama

### Prima stagione
Il venticinquenne genio Leonardo da Vinci vive nella Firenze rinascimentale, dove ha un laboratorio presso la bottega del suo maestro Verrocchio, cui è attaccato come un figlio, mentre il suo vero padre Piero da Vinci, notaio della potente famiglia dei Medici, non manca di criticarlo aspramente senza mai dimostrargli affetto. Brillante artista e inventore, Leonardo è anche un sognatore e un idealista, abile spadaccino e seduttore. Riesce a entrare alla corte dei Medici, sotto lo sguardo sempre critico di suo padre, in qualità di ingegnere militare per Lorenzo, detto il "magnifico" e suo fratello Giuliano, dimostrando di sapere progettare nuove armi. Si aggiudica inoltre la commessa per dipingere il ritratto di Lucrezia Donati, la cortigiana favorita di Lorenzo de' Medici, che diviene anche amante del pittore. Il giovane entra in contatto con un misterioso culto conosciuto come i "Figli di Mitra", che gli fornisce delle tracce per ritrovare sua madre, da cui era stato abbandonato da piccolo e di cui non riesce a ricordare il volto, malgrado la propria memoria prodigiosa. Leonardo scopre che uno dei principali esponenti di questo culto è stato il defunto Cosimo de' Medici, nonno di Lorenzo e Giuliano. A fare da guida al giovane Leonardo alla scoperta di questi segreti è un enigmatico personaggio chiamato il Turco, che gli rivela l'esistenza di un misterioso testo esoterico, il "Libro delle Lamine", che potrebbe condurlo a ritrovare la madre oltre l'Oceano. Leonardo è sempre accompagnato da Nico e Zoroastro, suoi fedeli amici, che lo aiutano nelle sue avventure, assieme alla bella Vanessa, un tempo suora, fuggita dal convento seguendo Leonardo, di cui era infatuata, e che in seguito diviene amante di Giuliano de' Medici, da cui ha il figlio Giulio. Nemico di Leonardo, sia nella difesa di Firenze sia nella ricerca del "Libro delle Lamine", è il conte Girolamo Riario, uomo crudele e spietato ma a suo modo alquanto devoto, che lavora al servizio di papa Sisto IV, suo zio, un personaggio violento e dai gusti depravati che ha per il potere il suo unico vero culto. Riario, con l'aiuto di una spia a Firenze, ordisce complotti per conto del Vaticano e stringe un'alleanza con la famiglia Pazzi per rovesciare i Medici dalla guida di Firenze e sterminarne la famiglia.

### Seconda stagione
La spia si rivela essere Lucrezia, che lavorava per Riario per proteggere suo padre, Francesco della Rovere, il vero Papa, poiché l'attuale Sisto è il gemello Alessandro, che ha usurpato la carica e imprigionato il fratello a Castel Sant'Angelo. Dopo la congiura dei Pazzi, di cui è vittima Giuliano, Leonardo, Zoroastro, Nico, Riario e Amerigo Vespucci partono per le Americhe alla ricerca del Libro. Il viaggio li porta a Machu Picchu, dove, dopo una serie di prove, si scopre che in realtà il libro non si trova lì, ma custodito dalla madre di Leonardo, Caterina. Lucrezia cerca di aiutare il padre incontrando il principe Bayezid a Costantinopoli, poiché egli ha in progetto segretamente di scatenare un'invasione ottomana che porti l'Italia ad unirsi per cacciare gli invasori e far vincere i figli di Mitra, di cui egli fa parte, contro i loro avversari, il Labirinto, un altro culto segreto, volto all'oscurantismo e capitanato da un misterioso "Architetto". Del culto fa parte anche Carlo De' Medici, il figlio bastardo di Cosimo, il quale seduce a Firenze Clarice Orsini, la moglie di Lorenzo a sua volta partito in missione diplomatica a Napoli per allearsi con Re Ferrante; Lo scopo di Carlo però era solo rubare 500.000 fiorini dal banco dei Medici. Tornati in Italia, Leonardo e i suoi compagni scoprono che Federico da Montefeltro ha invaso Firenze. Dopo che Clarice uccide l'invasore, Carlo uccide Verrocchio e parte alla ricerca del Libro. Leonardo e Zoroastro lo inseguono e raggiungono Otranto, dove i Turchi ottomani stanno per arrivare. Alfonso di Napoli, che ha preso il trono napoletano uccidendo il padre Ferrante, è lì con Lorenzo De' Medici per guidare la resistenza. Nel frattempo Vanessa, avendo partorito il figlio di Giuliano, è a tutti gli effetti la nuova Madre di Firenze, poiché Clarice è scappata a Roma per vendicarsi di Carlo. Ad Otranto è presente anche Piero da Vinci, il quale, stupefatto, si accorge che la veggente prigioniera degli Ottomani altri non è che la madre di Leonardo, Caterina. Leonardo però è costretto a far fuoco alle navi, pensando così di aver ucciso la propria madre.

### Terza stagione
Ad Otranto avviene l'assedio dei Turchi, i quali sono in possesso delle invenzioni di Leonardo poiché rubategli dal Turco, Al-Rahim. Il falso Sisto IV si allea con Laura Cereta di Venezia per guidare una crociata contro gli infedeli. Colui che guiderà la crociata è Riario, il quale però è stato catturato dal Labirinto e reso suo schiavo tramite un veleno. Sotto i suoi effetti commette molti omicidi, tra cui quello di Clarice, la quale viene ritrovata crocifissa nella vasca del Papa. Leonardo è devastato dal fatto che la guerra stia volgendo in favore degli Ottomani proprio grazie alle sue invenzioni e anche perché ha ucciso sua madre. In realtà lei non è morta, infatti si allea con Lucrezia, anch'essa prigioniera degli Ottomani; che prima aveva aiutato una ragazza di nome Sophia a scappare dall'ormai impazzito Lupo Mercuri; per far sì che l'ultima pagina esistente del Libro delle Lamine finisca nelle mani di Leonardo attraverso Sophia. In seguito si scopre che Sophia e Leonardo sono fratelli da parte di madre, infatti una volta incontratosi i due riescono a leggere la pagina del Libro creando così una macchina in grado di sconfiggere i Turchi. La crociata del Papa e di Laura Cereta però non riesce a cacciare i Turchi, infatti i pochi sopravvissuti aspettano l'arrivo di Leonardo per tentare un'ultima volta di cacciare gli infedeli. Riario, nonostante sia stato aiutato da Leonardo a guarire, ormai è totalmente votato alla causa del Labirinto, infatti, dopo aver confessato l'omicidio di Clarice e delle altre sue vittime a Lorenzo De' Medici; che nel frattempo è tornato a Firenze ed ha iniziato una relazione con Vanessa; poco prima di essere impiccato riesce, grazie all'aiuto dell'Architetto; ormai unico sopravvissuto del Labirinto insieme a Riario dopo la morte di Carlo De' Medici per mano di Leonardo; a salvarsi aizzando la folla contro Lorenzo presentandosi come un "angelo vendicatore": da qui si scopre che l'Architetto altri non è che Girolamo Savonarola, che di lì a poco porterà alla cacciata dei Medici da Firenze e alla nascita di una Repubblica Teocratica. Lorenzo, però, pensa che la guerra tra i Medici e il frate è solo iniziata, decidendo così di adottare il figlio di Vanessa. A Roma Riario uccide il padre, il falso Sisto IV, chiudendo così il cerchio di omicidi iniziato per mano sua. Ad Otranto Leonardo riesce a far funzionare la macchina, la quale fulmina tramite l'energia elettrica tutte le armature degli Ottomani impedendo così il piano dei Figli di Mitra e del vero Papa Sisto, ormai non più interessato al soglio pontificio, ma ciò avviene grazie al sacrificio di Lucrezia, che era riuscita a liberarsi dopo che gli Ottomani avevano ucciso Caterina. Mentre sta per morire tra le braccia di Leonardo, ella gli fa promettere che egli continuerà ad inventare e vivere anche dopo la sua morte. La storia termina con Nico; che, dopo essere stato lasciato da Vanessa, ormai Madre di Firenze, si dirige verso Napoli; e Leonardo, Zoroastro e Sophia che partono per Firenze per ricondurre la loro vita di tutti i giorni, con Leonardo che pronuncia una frase di Verrocchio, ovvero "Le persone con delle abilità di rado rimangono sedute mentre le cose avvengono, agiscono e fanno avvenire le cose".

## Episodi
La prima stagione è stata trasmessa in prima visione assoluta su Starz dal 12 aprile al 7 giugno 2013, la seconda dal 22 marzo al 31 maggio 2014, la terza e ultima stagione viene trasmessa dal 24 ottobre al 26 dicembre 2015.
In Italia la prima stagione è andata in onda in prima visione assoluta su Fox dal 22 aprile al 10 giugno 2013, la seconda dal 7 aprile al 9 giugno 2014, la terza e ultima stagione dal 29 ottobre al 31 dicembre 2015.
| Stagione         | Episodi | Prima TV USA | Prima TV Italia |
| ---------------- | ------- | ------------ | --------------- |
| Prima stagione   | 8       | 2013         | 2013            |
| Seconda stagione | 10      | 2014         | 2014            |
| Terza stagione   | 10      | 2015         | 2015            |

## Personaggi e interpreti

### Personaggi principali
Regolari
- Leonardo da Vinci (stagioni 1-3), interpretato da Tom Riley, doppiato da Riccardo Niseem Onorato. Il futuro artista e giovane protagonista della serie, alla ricerca del Libro delle Lamine, che gli permetterà di trovare la madre perduta. Lavora come ingegnere militare per i Medici.
- Lucrezia Donati (stagioni 1-3), interpretata da Laura Haddock, doppiata da Stella Musy. Una nobildonna che intraprende una relazione con Leonardo. È amata anche da Lorenzo. Si scoprirà essere figlia di Sisto IV, che nella prima stagione verrà rapito da Girolamo Riario e Alessandro della Rovere, che la ricattano minacciando la vita del padre, affinché diventi una loro spia. Nella terza stagione si sacrifica attivando il macchinario costruito da Leonardo che uccide lei e gran parte degli invasori ottomani.
- Girolamo Riario (stagioni 1-3), interpretato da Blake Ritson, doppiato da Emiliano Coltorti. Un nobile, nipote del papa Sisto IV, che nella prima stagione rapisce con l'aiuto del padre Alessandro della Rovere, per costringere Lucrezia a lavorare per lui come spia. Aspira a ottenere la conoscenza contenuta nel Libro delle Lamine e a conquistare Firenze e consegnarla allo stato pontificio, obbiettivi che lo portano a diventare l'arcinemico di Leonardo. Nella prima stagione organizza la Congiura dei Pazzi con l'aiuto della famiglia Pazzi, del padre e di vari nemici dei Medici. Nella terza stagione viene rapito dall'Architetto, che lo obbliga a ingerire un veleno che lo rende suo schiavo. Sotto l'effetto del veleno commette molti brutali omicidi, diventando noto con l'appellativo di Mostro d'Italia. Nel finale, dopo essere guarito dal veleno ed essersi salvato dall'impiccagione dall'Architetto, che convince la folla che aveva ucciso solo gente corrotta e malvagia e che aveva agito per conto del bene superiore, uccide l'odiato padre strangolandolo a morte.
- Lorenzo de' Medici (stagioni 1-3), interpretato da Elliot Cowan, doppiato da Alessio Cigliano. Il Signore di Firenze. Proprio come Leonardo, nutre un sincero amore per Lucrezia Donati, sebbene sia stato costretto a sposare Clarice Orsini.
- Clarice Orsini (stagioni 1-3), interpretata da Lara Pulver, doppiata da Francesca Fiorentini. La moglie di Lorenzo il Magnifico. Aiuterà e appoggerà Leonardo e i suoi amici in numerose occasioni. Nella terza stagione verrà crocifissa da Riario e il suo cadavere sarà trovato sul fondo della vasca papale.
- Papa Sisto IV/Francesco Della Rovere (stagioni 2-3, ricorrente stagione 1), interpretato da James Faulkner, doppiato da Stefano De Sando. Il papa, nonché il vero padre di Lucrezia Donati. Nella prima stagione viene rapito dal gemello Alessandro, che lo imprigiona a Castel Sant'Angelo e ne usurpa il ruolo. Viene in seguito liberato da Leonardo e i suoi amici. Nella terza stagione svelerà la sua vera natura, alleandosi con gli invasori ottomani in modo che uccidano tutti tranne i Figli di Mitra, gli unici che ritiene meritevoli di vita.
- Zoroastro (stagione 3, ricorrente stagioni 1-2), interpretato da Gregg Chillin, doppiato da Gianfranco Miranda. Un amico di Leonardo che lo aiuterà nella ricerca del Libro delle Lamine.

Ricorrenti
- Vanessa Moschella (stagioni 1-3), interpretata da Hera Hilmar, doppiata da Valentina Favazza. Una suora che intraprende una relazione con Lorenzo de' Medici.
- Niccolò "Nico" Machiavelli (stagioni 1-3), interpretato da Eros Vlahos, doppiato da Jacopo Cinque.
- Piero da Vinci (stagioni 1-3), interpretato da David Schofield, doppiato da Paolo Marchese. Il padre di Leonardo da Vinci.
- Al-Rahim/Il Turco (stagioni 1-3), interpretato da Alexander Siddig, doppiato da Roberto Pedicini. L'enigmatico capo dei Figli di Mitra. Inizialmente alleato di Leonardo,lo aiuta nella ricerca del Libro delle Lamine, che contiene una conoscenza immensa. In seguito diventa un nemico di Firenze, alleandosi con gli ottomani e consegnandogli i progetti delle armi creati da Leonardo.
- Giuliano de' Medici (stagioni 1-2), interpretato da Tom Bateman, doppiato da Marco Vivio. Il fratello di Lorenzo, morirà nel corso della Congiura dei Pazzi.
- Andrea Verrocchio (stagioni 1-2), interpretato da Allan Corduner, doppiato da Dario Penne. Il maestro di Leonardo.
- Gentile Becchi (stagione 1), interpretato da Michael Elwyn. Incolpato dei crimini commessi da Lucrezia, viene incarcerato e la nobildonna lo ucciderà con un veleno che causa una morte indolore e senza sofferenza risparmiandogli l'agonia dall'impiccagione.
- Jacopo Pazzi (stagioni 1-2), interpretato da Michael Culkin. Il patriarca della Famiglia Pazzi, organizzerà, insieme al nipote Francesco, al conte Riario e al falso papa, la Congiura dei Pazzi che tuttavia fallirà. Verrà linciato dalla popolazione fiorentina che lo impicca ad una finestra di Palazzo Vecchio.
- Lupo Mercuri (stagioni 1-3), interpretato da Nick Dunning, doppiato da Lucio Saccone. Un malvagio cardinale alleato di Alessandro della Rovere. Verrà ucciso da Lucrezia nella terza stagione.
- Francesco Pazzi (stagioni 1-2), interpretato da Elliot Levey. Il nipote di Jacopo Pazzi, è uno dei responsabili della Congiura dei Pazzi ed in seguito al fallimento della stessa viene fatto impiccare da Lorenzo.
- Vlad Țepeș (stagioni 1, 3), interpretato da Paul Rhys, doppiato da Christian Iansante. Un sinistro conte della Valacchia. Ha stretto un patto col diavolo per divenire immortale.Odia i turchi, che lo hanno tenuto a lungo prigioniero, ragion per cui nella terza stagione diventerà un alleato di Firenze contro gli invasori ottomani.
- Solomon Ogbai (stagioni 1-2), interpretato da Shaun Parkes, doppiato da Massimo Bitossi.
- Federico da Montefeltro (stagioni 1-2), interpretato da Vincent Riotta, doppiato da Stefano Mondini. Il duca di Urbino. Nella seconda stagione invaderà Firenze e la conquisterà, ma verrà ucciso da Clarice
- Zita (guest star stagione 1, stagione 2), interpretata da Estella Daniels.
- Ima (stagione 2), interpretata da Carolina Guerra, doppiata da Valentina Mari.
- Capitano Nazzareno Dragonetti (guest star stagione 1, stagioni 2-3), interpretato da Ian Pirie. Un capitano delle guardie. Inizialmente alleato dei Pazzi, li tradirà e svelerà i loro piani a Giuliano. Muore ucciso da Riario nella terza stagione.
- Sapa Inca (stagione 2), interpretato da Raoul Trujillo.
- Alfonso II di Napoli (stagioni 2-3), interpretato da Kieran Bew.
- Amerigo Vespucci (stagione 2), interpretato da Lee Boardman, doppiato da Carlo Valli.
- Ferdinando I di Napoli (stagione 2), interpretato da Matthew Marsh.
- Carlo de' Medici (stagioni 2-3), interpretato da Ray Fearon, doppiato da Edoardo Stoppacciaro. Il figlio illegittimo di Cosimo il Vecchio, è un membro del Labirinto e un seguace dell'Architetto. Inizialmente si finge innamorato di Clarice e la seduce, ma il suo vero scopo era solo rubare 50.000 fiorini dal banco mediceo.Verrà ucciso da Leonardo nella terza stagione.
- Hartweg (stagione 2), interpretato da Richard Sammel.
- Ippolita Maria Sforza (stagione 2), interpretata da Jeany Spark.
- Caterina (guest star stagione 2, stagione 3), interpretata da Sasha Behar. La madre di Leonardo. È stata rapita dagli ottomani che sfruttano le sue capacità da veggente. Nella seconda stagione Leonardo la reincontra per la prima volta dopo tantissimi anni. Rimane uccisa nella terza stagione.
- Bayezid II (guest star stagione 2, stagione 3), interpretato da Akin Gazi, doppiato da Gaetano Varcasia (stagione 2) e da Mauro Gravina (stagione 3). Un sultano che aiuta i Figli di Mitra nell'organizzazione dell'invasione degli ottomani.
- Alessandro della Rovere (stagioni 1-3), interpretato da James Faulkner, doppiato da Mario Cordova. Il malvagio gemello di Francesco della Rovere, nella prima stagione lo imprigiona a Castel Sant'Angelo e ne usurpa la carica con l'appoggio del figlio, Girolamo Riario. Nella terza stagione viene ucciso proprio da quest'ultimo, che lo strangola a morte per vendicarsi di tutte le sofferenze che gli ha causato.
- Laura Cereta (stagione 3), interpretata da Simone Lahbib, doppiata da Alessandra Korompay.
- L'Architetto/Girolamo Savonarola (stagione 3), interpretato da Paul Freeman, doppiato da Gianni Giuliano. Il sinistro capo del Labirinto, una società segreta malvagia. Droga il conte Riario con un veleno e lo costringe a commettere diversi omicidi, ma in seguito lo salva dall'impiccagione grazie al suo carisma.
- Andrea Da Vinci (stagione 3), interpretato da Jude Wright
- Capitano del Labirinto (stagione 3), interpretato da Dafydd Emyr.
- Sophia (stagione 3), interpretata da Sabrina Bartlett, doppiata da Chiara Gioncardi. La sorella di Leonardo, unica insieme a quest'ultimo a poter leggere il Libro delle Lamine.

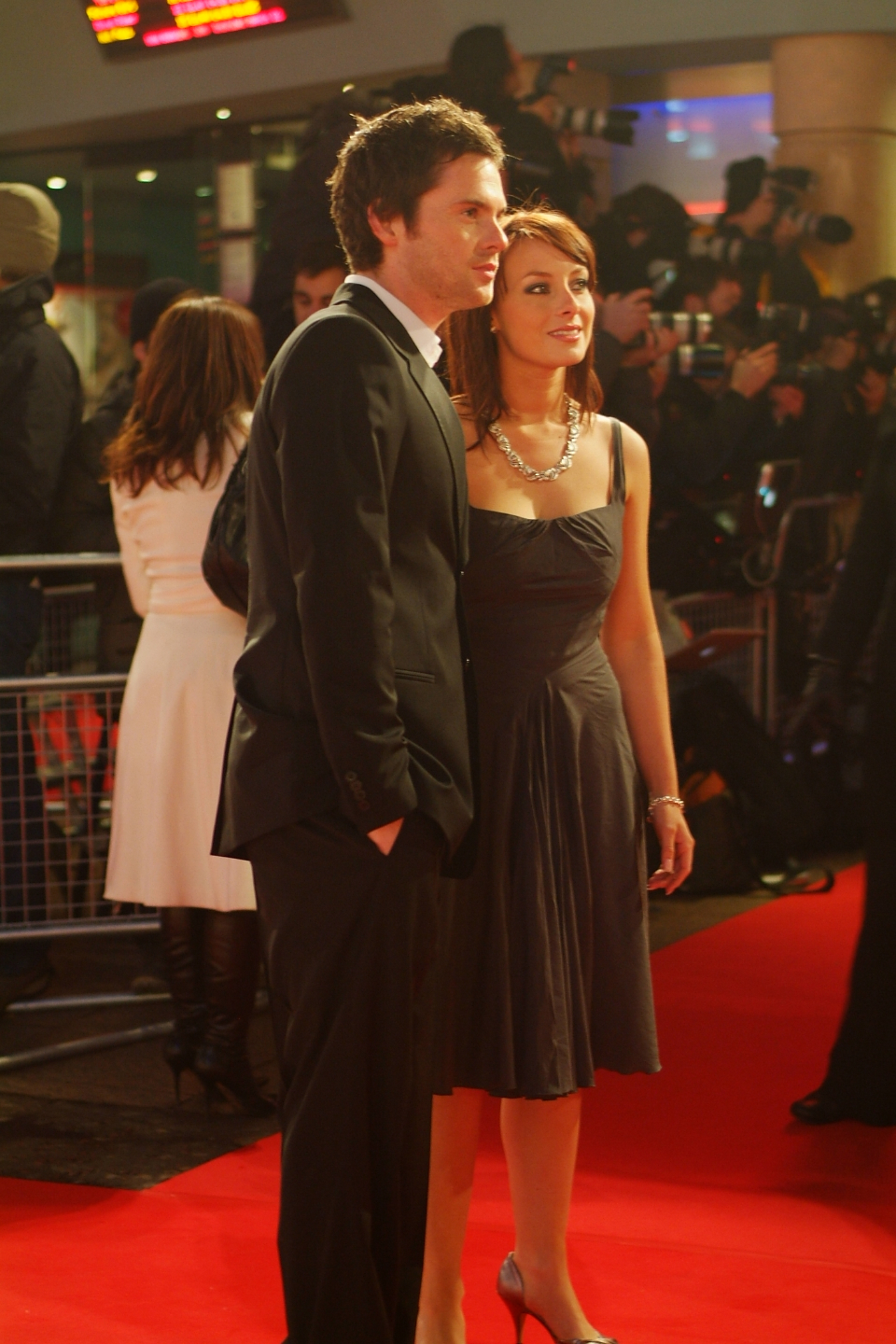
Tom Riley (a sinistra) interpreta Leonardo da Vinci.
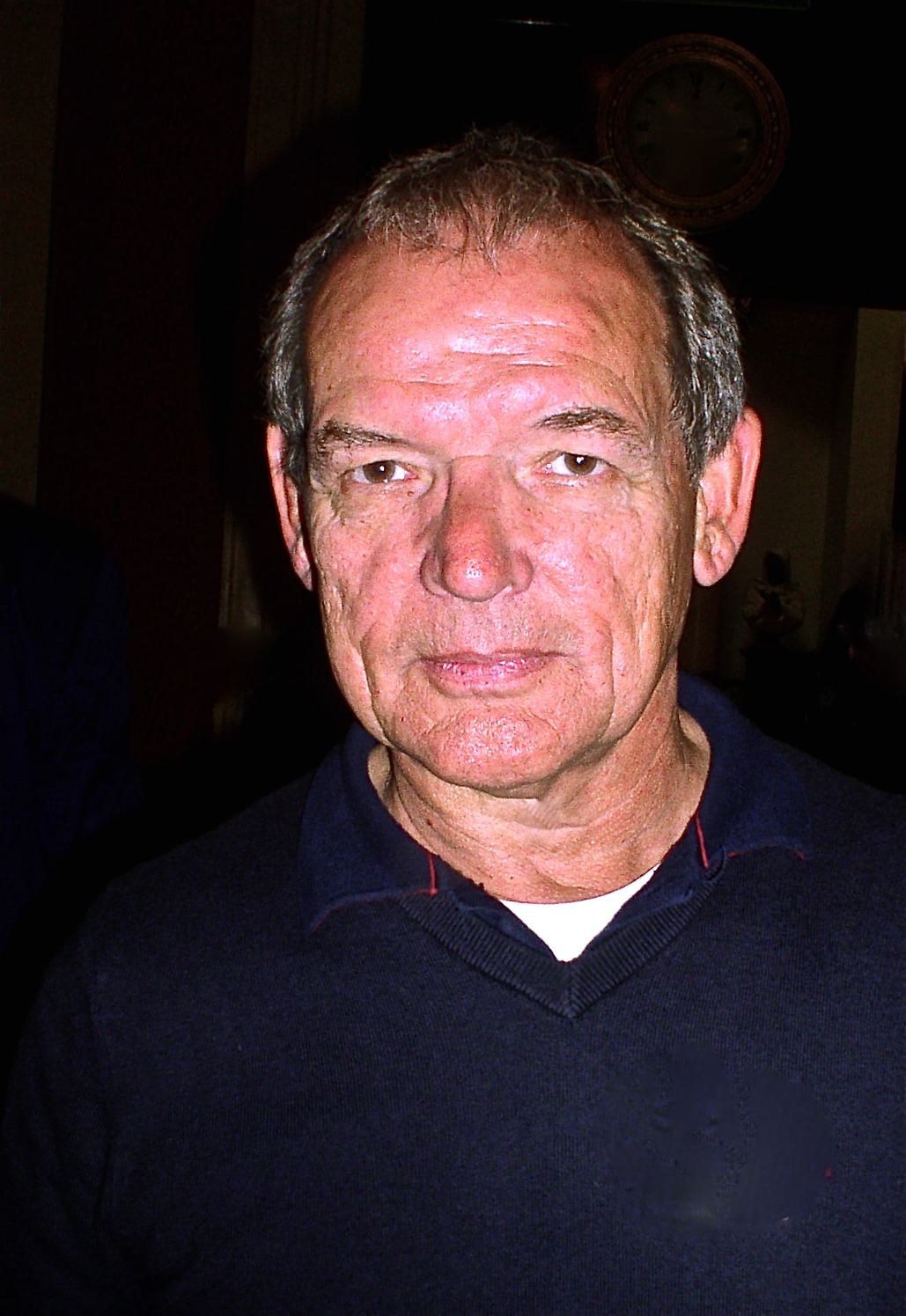
David Schofield interpreta Piero da Vinci.
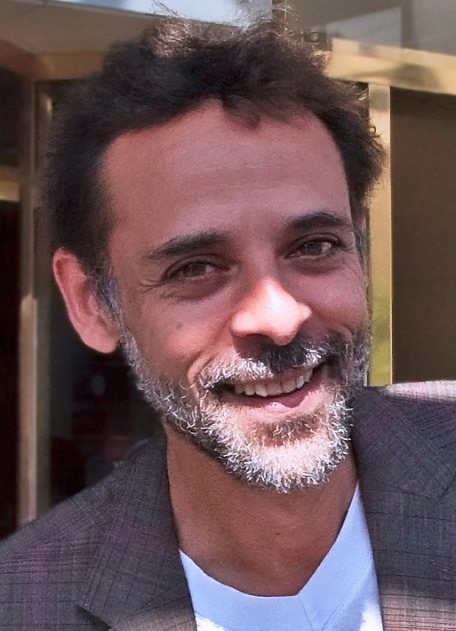
Alexander Siddig interpreta Al-Rahim.

### Personaggi secondari
- Comandante Quattrone (stagioni 1-2), interpretato da Ross O'Hennessy.
- Niccoló Ardinghelli (stagione 1), interpretato da Paul Westwood.
- Camilla Pazzi (stagione 1), interpretata da Faye Johnson.
- Allegra Pazzi (stagione 1), interpretata da Abbie Hirst.
- Bernardo Baroncelli (stagione 1), interpretato da David Sturzaker.
- Scarpa (stagione 1), interpretato da Simon Armstrong.
- Quon Shan (stagione 2), interpretato da Tom Wu.
- Consigliere De'Rossi (stagione 3), interpretato da Ieuan Rhys.

### Camei
- Galeazzo Maria Sforza (stagione 1), interpretato da Hugh Bonneville.

## Produzione
Lo sviluppo della serie ebbe inizio nell'agosto del 2011, quando BBC Worldwide annunciò che aveva intenzione di produrre la serie scritta da David S. Goyer. Nell'ottobre dello stesso anno Starz ordinò la creazione di otto episodi da mandare in onda nel corso del 2013. La serie rappresenta la seconda collaborazione tra Starz e BBC Worldwide dopo la produzione di Torchwood: Miracle Day.
La colonna sonora della serie è composta da Bear McCreary, già compositore per le serie televisive Battlestar Galactica e The Walking Dead.
Il 17 aprile 2013 Starz ha ordinato una seconda stagione di 10 episodi di Da Vinci's Demons, in onda nel 2014. In data 6 maggio la serie è stata rinnovata per una terza stagione, che è stata trasmessa nel 2015. Il 23 luglio 2015 Starz annuncia la cancellazione della serie dopo tre stagioni.
Dopo la cancellazione, nel giugno 2016 David S. Goyer ha espresso il suo interesse in una miniserie che formerebbe l'ipotetica quarta stagione.

### Casting
Il casting della serie televisiva cominciò nel gennaio del 2012, quando Tom Riley venne scelto per interpretare il giovane Leonardo da Vinci. Nel mese di marzo venne aggiunta al cast principale l'attrice Laura Haddock nel ruolo dell'innamorata di Leonardo Lucrezia Donati e successivamente, il 4 giugno, si unì al cast anche Lara Pulver, nel ruolo di Clarice Orsini, moglie di Lorenzo de' Medici.

## Colonna sonora

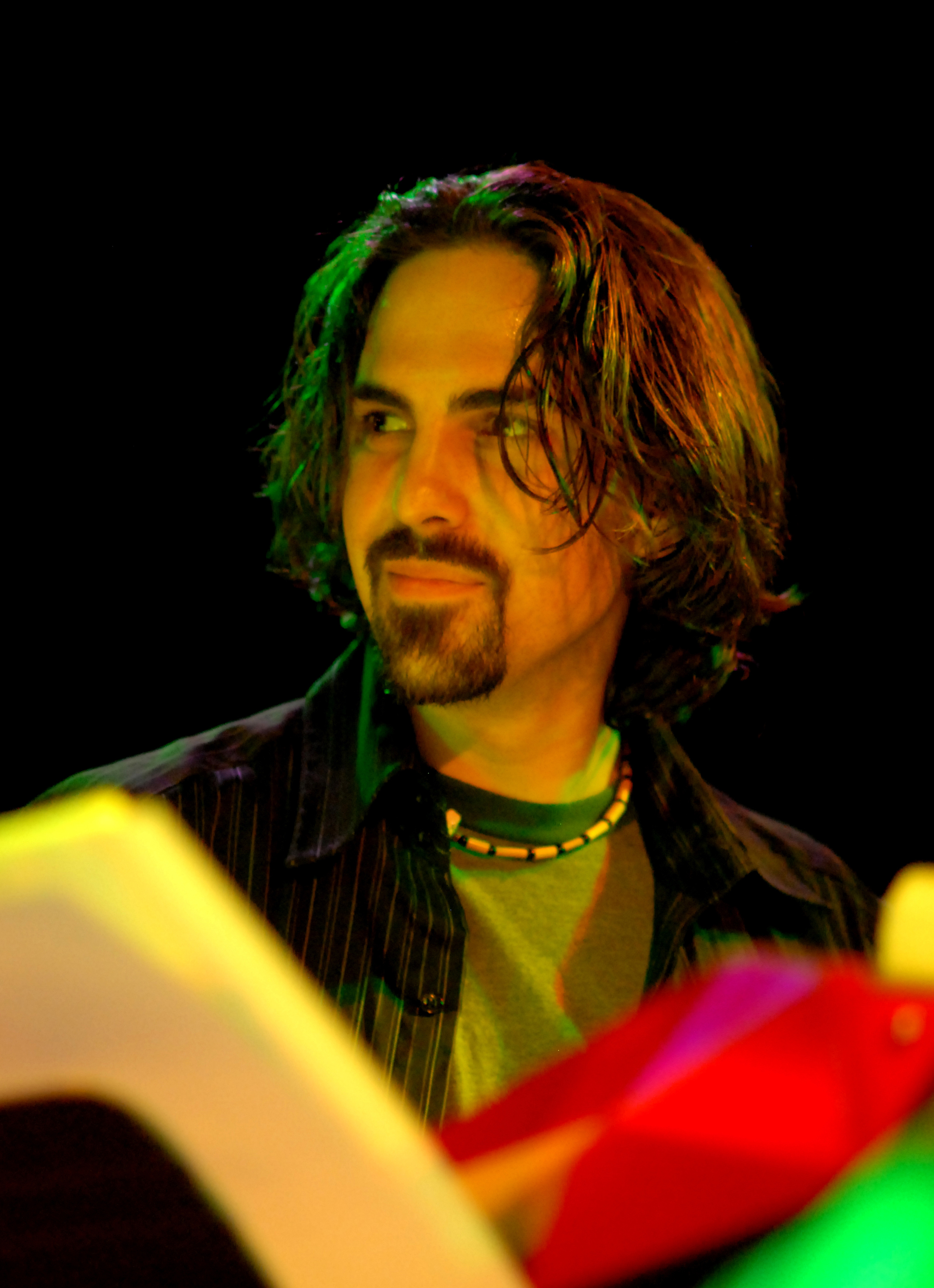
Il compositore Bear McCreary.

La colonna sonora di Da Vinci's Demons è stata composta da Bear McCreary.

### Da Vinci's Demons (Original Television Soundtrack)
Il 28 maggio 2013 venne pubblicata digitalmente la colonna sonora della prima stagione della serie televisiva.
Edizioni musicali Sparks & Shadows.
1. Da Vinci's Demons Main Title Theme – 1:08
2. Assassination in Milan – 1:46
3. The Glider – 2:27
4. Starlings – 1:59
5. The Sons of Mithras – 3:47
6. Flight of the Columbina – 3:40
7. Lucrezia Donati – 4:53
8. The Secret Archives – 2:42
9. Ben Venga Maggio – 1:23
10. The Hidden Map – 2:33
11. Prayer to Saint Michael (feat. Raya Yarbrough) – 3:06
12. The Story of the Shield – 1:54
13. A Cheval Toutes Homes a Cheval – 1:38
14. Jacopo – 1:32
15. Vlad the Third – 5:51
16. Miserius Omnium – 1:35
17. Visions of Lucrezia (feat. Laura Haddock) – 1:41
18. Treasures of the Vatican – 8:01
19. The Lullaby – 4:40
20. Red in the River – 4:03
21. The Future of the Sons of Mithras – 2:50
22. Visions and Demons – 2:35
23. The Astrolabe – 3:44
24. The Lovers – 6:41
25. Easter Mass – 13:18
26. Da Vinci's Demons End Credits – 1:04

### Da Vinci's Demons - Season 2 (Original Television Soundtrack)
Il 27 maggio 2014 venne pubblicata digitalmente la colonna sonora della seconda stagione della serie televisiva.
Edizioni musicali Sparks & Shadows.
1. Florence Under Siege – 11:08
2. Transfusion – 4:25
3. Lucrezia and Leonardo – 2:58
4. Palle! Palle! Palle! – 10:26
5. Liberta Populi – 2:55
6. Illumination – 3:44
7. Machu Picchu – 3:57
8. The Test of Worthiness – 9:34
9. Ima Kama – 2:27
10. The Antidote – 7:34
11. The Voice in the Vault – 7:06
12. The Undiscovered Land – 11:27
13. Riario Confesses – 2:55
14. Depth Perception – 6:29
15. The Brazen Head – 10:00
16. Bold and Fearless – 3:08
17. The Ottoman Empire – 4:10
18. In This Waking Life – 2:36
19. The Fuse – 6:19

### Da Vinci's Demons - Season 3 (Original Television Soundtrack)
Il 3 novembre 2015 venne pubblicata digitalmente la colonna sonora della terza e ultima stagione della serie televisiva.
Edizioni musicali Sparks & Shadows.
1. Theme from Da Vinci’s Demons (Extended Version) – 2:09
2. Invasion of Otranto – 6:13
3. The Enlightened – 7:17
4. Piero da Vinci – 6:51
5. Modus Operandi – 2:18
6. Living the Dream – 4:23
7. Banished – 4:02
8. Messages from Mother – 3:13
9. Death Beneath the Horns – 3:10
10. The Tank Yard – 10:27
11. The Battle of Otranto – 8:42
12. A New Pope – 2:43
13. Lucrezia – 2:34
14. People of Accomplishment – 5:16
15. Da Vinci’s Demons Main Title (Season Three) – 1:24